# Fakóbükk
Fakóbükk település Ukrajnában, a Beregszászi járásban.

## Története
A trianoni békeszerződésig Ugocsa vármegye Tiszánnineni járásához tartozott.
A 2001-es népszámlálási adatok szerint 2154 lakosa volt. Ebből 2 magyar, 2152 egyéb nemzetiségű volt.